# Bryobia geigeriae
Bryobia geigeriae är en spindeldjursart som beskrevs av Meyer 1974. Bryobia geigeriae ingår i släktet Bryobia och familjen Tetranychidae. Inga underarter finns listade.